# Ryssevik
Ryssevik är en sjö i Haninge kommun i Södermanland och ingår i Tyresån-Trosaåns kustområde. Ryssevik ligger i Stegsholm Natura 2000-område.